# カールステン・ワーホルム
カールステン・ワーホルム（ノルウェー語: Karsten Warholm（Norwegian pronunciation: [ˈkɑʂtɛn ˈvɑrhɔ̂ɫm]）、1996年2月28日 - ）はノルウェーウルシュタインヴィク出身の400mハードルの選手である。400mハードル世界記録保持者。2017年世界陸上ロンドン、2018年欧州選手権、2019年世界陸上ドーハ、2020年東京オリンピックの金メダリスト。
ノルウェー語ではカシュテン・ヴァルホルムが近い発音。

## 概要
2019年8月29日、ヴェルトクラッセチューリッヒ男子400mハードルで、自己ベスト（当時）の46秒92を記録して、サミュエル・マテテが1991年に打ち立てた大会記録を更新した。
2021年7月1日、ワンダダイヤモンドリーグオスロでケビン・ヤングの持つ世界記録46秒78を0秒08更新する46秒70の世界記録を樹立した。
2021年8月3日、東京オリンピック男子400mハードルにて準決勝で全体1位の47秒30で勝ち上がると、決勝で自身の持つ世界記録46秒70を0秒76更新する45秒94（反応時間：0秒145）の世界新記録を樹立して金メダルを獲得した。人類初の45秒台となった。ヨーロッパ選手に限れば、1980年モスクワオリンピック金メダリストフォルカー・ベック以来41年ぶりの快挙だった。同年9月9日、ヴェルトクラッセチューリッヒ男子400mハードルで、47秒35で1位となりダイヤモンドリーグトロフィーを獲得した。

## 自己ベスト
（屋外記録）
| 種目         | 記録  | 日付          | 場所                 | 備考           |
| ------------ | ----- | ------------- | -------------------- | -------------- |
| 100m         | 10.47 | 2024年9月4日  | スイス、チューリッヒ |                |
| 200m         | 21.09 | 2016年6月4日  | ノルウェー、フローレ |                |
| 300m         | 32.69 | 2018年8月22日 | ノルウェー、ベルゲン | ノルウェー記録 |
| 400m         | 44.87 | 2017年6月10日 | ノルウェー、フローレ | ノルウェー記録 |
| 300mハードル | 32.67 | 2025年6月12日 | ノルウェー、オスロ   | 世界記録       |
| 400mハードル | 45.94 | 2021年8月3日  | 日本、東京           | 世界記録       |
| 出典：       |       |               |                      |                |

## シーズンベスト
（400mハードル）
・2019年 46秒92
・2020年 46秒87
・2021年 45秒94
・2022年 47秒12
・2023年 46秒51